# Efraín Cortés
Efraín Cortés (Florida, Valle del Cauca, Colombia; 10 de julio de 1984) es un exfutbolista colombiano. Jugaba de defensa central.

## Trayectoria
A comienzos de 2009 fue pretendido por la SS Lazio, al igual que los argentinos Sebastián Battaglia y Sebastián Dubarbier. Las negociaciones habían llegado a buen término con el Chievo Verona, club al que iba a ser cedido en préstamo el defensor colombiano por el periodo de seis meses con opción de compra. La transferencia ascendía al millón de dólares. No obstante, el mismo defensor optó por rechazar la contratación al no satisfacer sus expectativas.
Al término de la temporada 2009 el jugador termina su contrato con Millonarios. Ya en enero de 2010 llega como refuerzo al Deportivo Cali, club con el cual conquista el título de la Copa Colombia 2010.
En diciembre se confirma su traspaso al exterior, a los Gallos Blancos de Querétaro para la temporada 2011,.
En 2013 se confirmó su pase al Club Nacional de Football, donde intentarán ganar el tricampeonato y hacer una buena Copa Libertadores. Para el 2013, Regresa a México, ahora fundirá los colores del Pachuca. En el 2014 pasa a ser jugador del Puebla Futbol Club de la Liga MX para el Apertura 2014. Pasó a ser jugador del F.C. Juárez en el 2015, dónde fue liberado para regresar a Colombia, donde en el primer semestre de 2016 jugó con el Atlético Huila. Ahora es contratado por el América de Cali para el segundo semestre del 2016, logrando el ascenso a la Primera División.

## Clubes
| Club             | País     | Temporada   | Partidos | Goles |
| ---------------- | -------- | ----------- | -------- | ----- |
| Deportes Quindío | Colombia | 2004 - 2006 | 72       | 1     |
| Millonarios      | Colombia | 2007 - 2009 | 74       | 2     |
| Deportivo Cali   | Colombia | 2010        | 26       | 0     |
| Querétaro        | México   | 2010 - 2012 | 50       | 2     |
| Nacional         | Uruguay  | 2013        | 17       | 0     |
| Pachuca          | México   | 2013 - 2014 | 24       | 0     |
| Puebla           | México   | 2014 - 2015 | 15       | 0     |
| Atlético Huila   | Colombia | 2016        | 12       | 0     |
| América de Cali  | Colombia | 2016 - 2017 | 44       | 4     |
| Patriotas Boyacá | Colombia | 2018        | 4        | 0     |
| Deportes Quindío | Colombia | 2019        | 13       | 0     |
| Boyacá Chicó     | Colombia | 2020        | 1        | 0     |

## Palmarés

### Campeonatos nacionales
| Título        | Club            | País     | Año  |
| ------------- | --------------- | -------- | ---- |
| Copa Colombia | Deportivo Cali  | Colombia | 2010 |
| Copa MX       | Puebla          | México   | 2015 |
| Primera B     | América de Cali | Colombia | 2016 |